# Карбен (Айова)
Карбен (англ. Carbon) — місто (англ. city) в США, в окрузі Адамс штату Айова. Населення — 36 осіб (2020).

## Географія
Карбен розташований за координатами 41°2′59″ пн. ш. 94°49′26″ зх. д. / 41.04972° пн. ш. 94.82389° зх. д. (41.049661, -94.824003).  За даними Бюро перепису населення США в 2010 році місто мало площу 1,83 км², уся площа — суходіл.

## Демографія
Згідно з переписом 2010 року, у місті мешкали 34 особи в 18 домогосподарствах у складі 6 родин. Густота населення становила 19 осіб/км².  Було 21 помешкання (11/км²).
Расовий склад населення:
| - 97,1 % — білих - 2,9 % — корінних американців |

До двох чи більше рас належало 0,0 %. Частка іспаномовних становила 2,9 % від усіх жителів.
За віковим діапазоном населення розподілялося таким чином: 17,6 % — особи молодші 18 років, 67,7 % — особи у віці 18—64 років, 14,7 % — особи у віці 65 років та старші. Медіана віку мешканця становила 50,0 року. На 100 осіб жіночої статі у місті припадало 126,7 чоловіків;  на 100 жінок у віці від 18 років та старших — 154,5 чоловіків також старших 18 років.
Середній дохід на одне домашнє господарство  становив 28 889 доларів США (медіана — 28 750), а середній дохід на одну сім'ю — 32 075 доларів (медіана — 30 000). 
Цивільне працевлаштоване населення становило 8 осіб. Основні галузі зайнятості: виробництво — 37,5 %, освіта, охорона здоров'я та соціальна допомога — 37,5 %, мистецтво, розваги та відпочинок — 25,0 %.